# Iwan Jeriomienko
Iwan Trofimowicz Jeriomienko (ros. Иван Трофимович Ерёменко; ur. 24 czerwca?/7 lipca 1910 w Jekaterynodarze, zm. 1 grudnia 1986 w Kijowie) – radziecki generał-lejtnant lotnictwa, Bohater Związku Radzieckiego (1937).

## Życiorys
Urodził się w ukraińskiej rodzinie robotniczej. W wieku 10 lat zaczął pracować jako robotnik rolny, w 1925 skończył kursy traktorzystów, później został szoferem, 1926–1927 uczył się w szkole przemysłowej.
Od grudnia 1927 służył w Armii Czerwonej, w 1928 ukończył wojskowo-teoretyczną szkołę lotniczą w Leningradzie, a w 1929 szkołę lotników wojskowych w miejscowości Kacza i został młodszym lotnikiem 70. samodzielnego oddziału lotniczego Sił Powietrznych Kaukaskiej Armii Czerwonego Sztandaru. Od listopada 1930 dowodził kluczem 2. samodzielnej eskadry Sił Powietrznych Zakaukaskiego Okręgu Wojskowego, w styczniu 1934 został dowódcą oddziału, a w kwietniu 1937 dowódcą 119. samodzielnej eskadry lotnictwa myśliwskiego.
Od 31 maja 1937 do 6 lutego 1938 uczestniczył w wojnie domowej w Hiszpanii po stronie Republiki, wykonując 368 lotów bojowych z nalotem 260 godzin i strącając osobiście 9 samolotów frankistów. Po powrocie do ZSRR został pomocnikiem dowódcy 60. Brygady Lotniczej Sił Powietrznych Zakaukaskiego Okręgu Wojskowego i 19 lutego 1938 otrzymał stopień pułkownika, w lipcu 1938 objął dowództwo Sił Powietrznych Moskiewskiego Okręgu Wojskowego, w 1939 ukończył kursy przy Akademii Sztabu Generalnego i 15 lutego 1939 awansował na kombriga, a 5 kwietnia 1940 komdiwa. Po zmianie nomenklatury, 4 czerwca 1940 otrzymał stopień generała-majora lotnictwa. W grudniu 1940 objął funkcję zastępcy dowódcy Sił Powietrznych 1. Armii w składzie Frontu Dalekowschodniego, a w maju 1941 dowódcy Sił Powietrznych 25. Armii na Dalekim Wschodzie.
Od sierpnia 1941 dowodził Siłami Powietrznymi 9 Armii Frontu Południowego, a od listopada 1941 do kwietnia 1942 Siłami Powietrznymi 18. Armii w składzie Frontu Południowego, biorąc udział w walkach obronnych na terytorium Ukrainy. Od 7 czerwca do 10 października 1942 był dowódcą 237. Dywizji Lotnictwa Myśliwskiego 5. Armii Powietrznej Frontu Północno-Kaukaskiego, od 1 listopada 1942 do 13 lipca 1943 dowodził 2 Mieszanym Korpusem Lotniczym w składzie 8., 5. i 4. Armii Powietrznej na Froncie Stalingradzkim, Południowym, Północno-Kaukaskim i Stepowym, walczył w bitwie pod Stalingradem i brał udział w działaniach bojowych na Kubaniu. Odwołany z frontu, od lipca do listopada 1943 dowodził Siłami Powietrznymi Stalingradzkiego Okręgu Wojskowego, później do kwietnia 1946 Siłami Powietrznymi Kijowskiego Okręgu Wojskowego, 1 marca 1946 został mianowany generałem porucznikiem lotnictwa, w kwietniu 1949 ukończył Wyższą Akademię Wojskową im. Woroszyłowa i w sierpniu 1949 wyznaczony dowódcą Sił Powietrznych Uralskiego Okręgu Wojskowego. Od grudnia 1952 do grudnia 1953 był szefem Zarządu Przysposobienia Bojowego-pomocnikiem dowódcy Sił Powietrznych Dalekowschodniego Okręgu Wojskowego ds. przysposobienia bojowego, a później ds. przysposobienia bojowego i obrony przeciwlotniczej, w kwietniu 1956 zwolniono go do rezerwy.

## Odznaczenia
- Bohater Związku Radzieckiego (28 października 1937)
- Order Lenina (dwukrotnie, w tym 28 października 1937)
- Order Czerwonego Sztandaru (trzykrotnie, 2 września 1937, 2 marca 1938 i 1948)
- Order Kutuzowa II klasy (8 lutego 1943)
- Order Wojny Ojczyźnianej I klasy (dwukrotnie, 1945 i 11 marca 1985)
- Order Czerwonej Gwiazdy (1944)
- Medal „Za obronę Odessy”
- Medal „Za obronę Stalingradu”
- Medal „Za obronę Kaukazu”

I inne.